# Rhinolophus canuti
Rhinolophus canuti (Thomas & Wroughton, 1909) è un Pipistrello della famiglia dei Rinolofidi endemico del Indonesia

## Descrizione

### Dimensioni
Pipistrello di medie dimensioni, con la lunghezza della testa e del corpo di 65 mm, la lunghezza dell'avambraccio tra 47 e 53 mm, la lunghezza della coda tra 16,4 e 24 mm, la lunghezza delle orecchie tra 21 e 24,1 mm.

### Aspetto
La pelliccia è lunga e fine. Le parti dorsali variano dal rosso scuro al marrone, con la base dei peli più chiara mentre le parti ventrali variano dal marrone al grigio-brunastro chiaro. Le orecchie sono grandi. La foglia nasale presenta una lancetta con i bordi concavi, un processo connettivo molto basso e con una frangia di peli lungo il bordo, bruno-rossastri nella sottospecie R.c.timorensis e giallo paglierino in R.c.canuti e una sella che si restringe verso l'estremità arrotondata. La porzione anteriore è larga. Il labbro inferiore ha un solco longitudinale. La coda è lunga ed inclusa completamente nell'ampio uropatagio. Il primo premolare superiore è grande e situato lungo la linea alveolare. 

### Ecolocazione
Emette ultrasuoni ad alto ciclo di lavoro con impulsi a frequenza costante di 57–59 kHz.

## Biologia

### Comportamento
Si rifugia all'interno di grotte dove forma grandi colonie.

### Alimentazione
Si nutre di insetti.

## Distribuzione e habitat
Questa specie è conosciuta soltanto sull'isola di Giava, nella vicina Nusa Barong e sull'isola di Bali. Una popolazione è presente anche sull'isola di Timor, sebbene possa trattarsi di una forma distinta.
Vive nelle foreste, sebbene sia stata osservata cacciare su terreni coltivati.

## Tassonomia
Sono state riconosciute 2 sottospecie:
- R.c.canuti: Giava, Bali, Nusa Barong;
- R.c.timoriensis (Goodwin, 1979): Timor.

## Conservazione
La IUCN Red List, considerato l'areale limitato e frammentato e la perdita del proprio habitat forestale, classifica R.canuti come specie vulnerabile (VU).